# Pečenjevce
Pečenjevce (cyr. Печењевце) – wieś w Serbii, w okręgu jablanickim, w mieście Leskovac. W 2011 roku liczyła 1500 mieszkańców.